# 琉球柱颌针鱼
琉球柱颌针鱼（学名：Strongylura incisa），是鹤鱵科（颌针鱼科）柱颌针鱼属一种，分布于印度洋和太平洋海域。本种由法国动物学家阿希尔·瓦朗西安纳于1846年描述发表，发表时被置于颌针鱼属（Belone）。